# Pavel Ivanovič Novgorodcev
Pavel Ivanovič Novgrorodcev (rusky Па́вел Ива́нович Новгоро́дцев, 28. únorajul./ 12. března 1866greg. v Bachmutu, Ruské impérium (dnešní Ukrajina) – 23. dubna 1924 v Praze, Československo) byl ruský právník-advokát, filosof, veřejný a politický činitel, historik (autor knih o historii filosofie práva). Byl také jedním z představitelů liberalismu v Rusku a prvním rektorem Moskevského obchodního institutu (dnešní Ruské ekonomické univerzity G. V. Plechanovova).

## Životopis
Pavel Ivanovič Novgorodcev se narodil ve městě Bachmut v Jekatěrinoslavské gubernii Ruského impéria. V roce 1884 zakončil studium gymnázia se zlatým vyznamenáním a poté se přestěhoval do Moskvy, kde nastoupil čtyřleté studium Právnické fakulty Moskevské univerzity. Právo studoval také v Berlíně a Paříži. Od roku 1894 byl soukromým docentem Moskevské univerzity, od roku 1897 magistr práv. V roce 1902 na Petrohradské univerzitě obhájil doktorskou disertační práci na téma „Kant a Hegel ve svých učeních o právu a státu: Dvě typické linie v oblasti filosofie práva“ (Кант и Гегель в их учениях о праве и государстве: Два типических построения в области философии права), která byla vytištěna o rok dříve v knižní podobě. Byl zvolen mimořádným profesorem katedry právnické fakulty Moskevské univerzity. Současně vyučoval na odborných ženských kurzech, přispíval do časopisu „Otázky filosofie a psychologie“ (Вопросы философии и психологии).

## Vemigraci
Na konci roku 1918 lehce vycestoval do zahraničí, kde spolupracoval v berlínském ruskojazyčném deníku „Руль“, avšak roku 1920 odcestoval na Krym, kde operovala armáda barona generála Wrangela. V listopadu téhož roku se zúčastnil krymské evakuace společně s oddíly Wrangelovy krymské armády a sympatizantů z řad civilního obyvatelstva Krymu. Po evakuaci se dostal do Československa. V letech 1921-1922 přednášel na Cášské technické univerzitě. V Praze založil Ruský právnický ústav (fakultu) na pražské univerzitě a stal se jeho děkanem. Aktivně se podílel na činnosti Ruské akademické skupiny v Praze a stál také u zrodu Ruské lidové univerzity.
Zemřel roku 1924 v Praze a byl pochován na pravoslavném hřbitově na Olšanech.

## Rodina
Pavel Ivanovič Novgorodcev byl ženatý s Lidií Antonovnou Budilovičovou, dcerou filologa Antona Semjonoviče Budiloviče.